# Anochetus armstrongi
Anochetus armstrongi är en myrart som beskrevs av Mcareavey 1949. Anochetus armstrongi ingår i släktet Anochetus och familjen myror. Inga underarter finns listade i Catalogue of Life.

## Bildgalleri

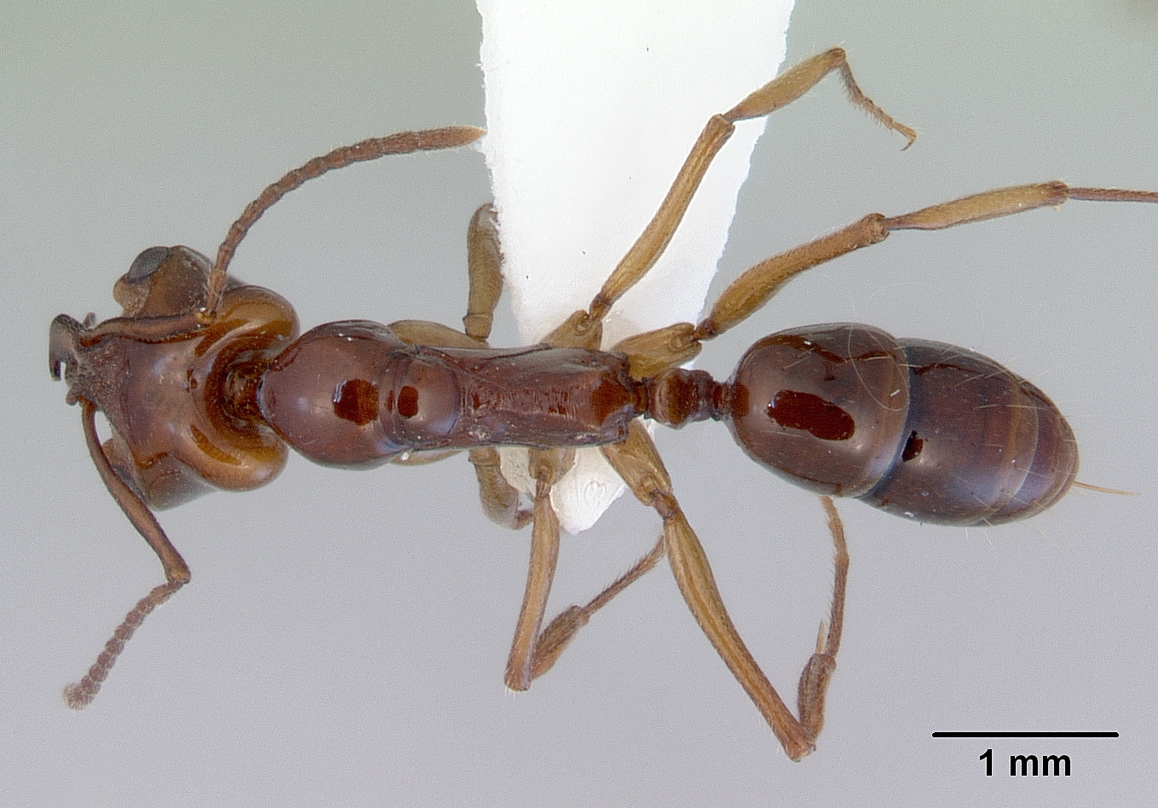
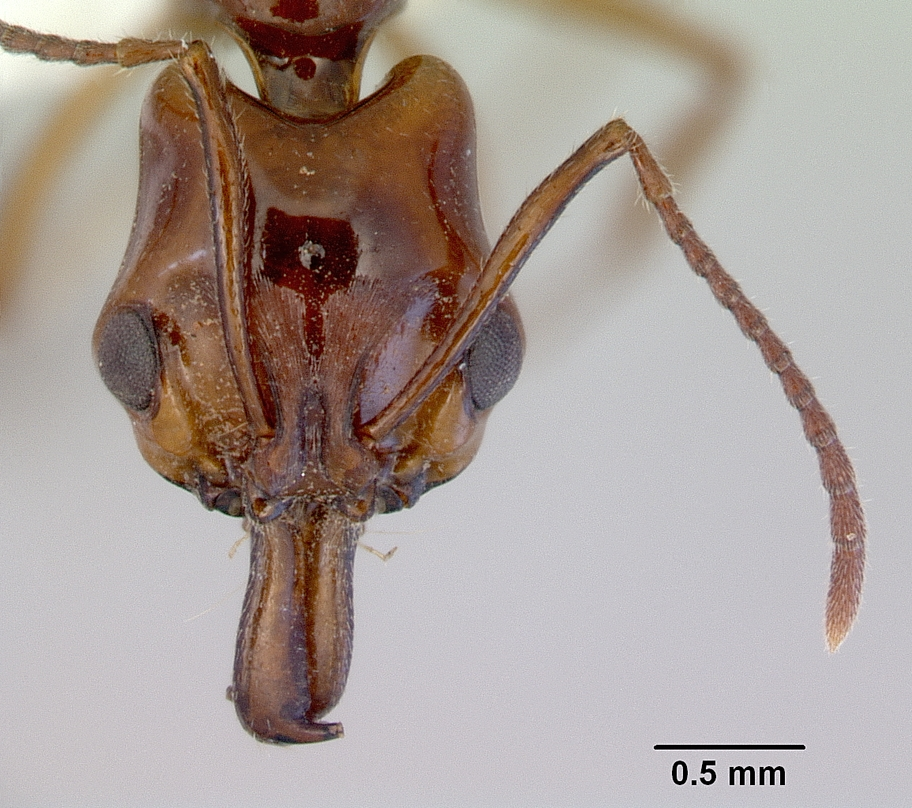
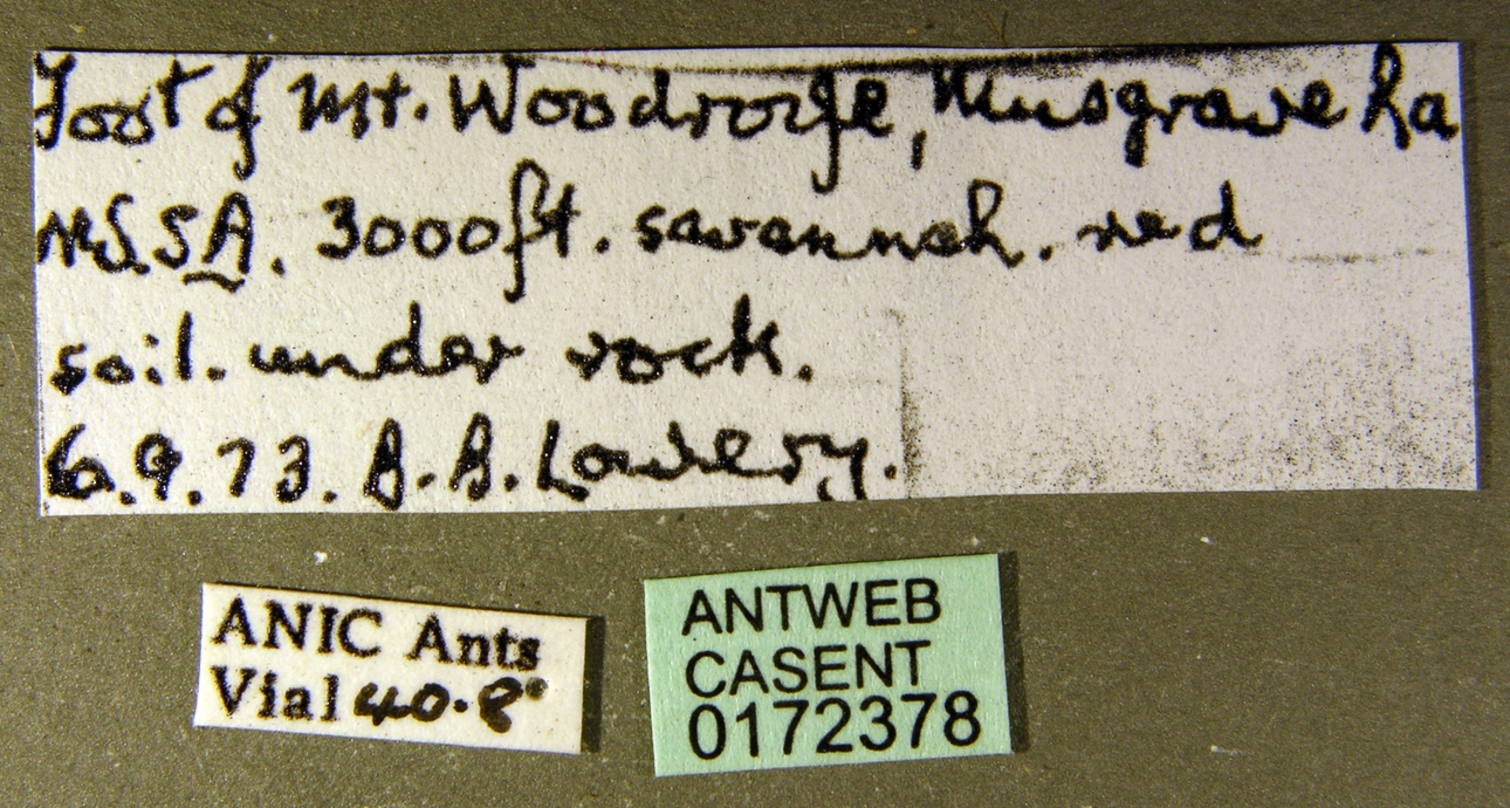
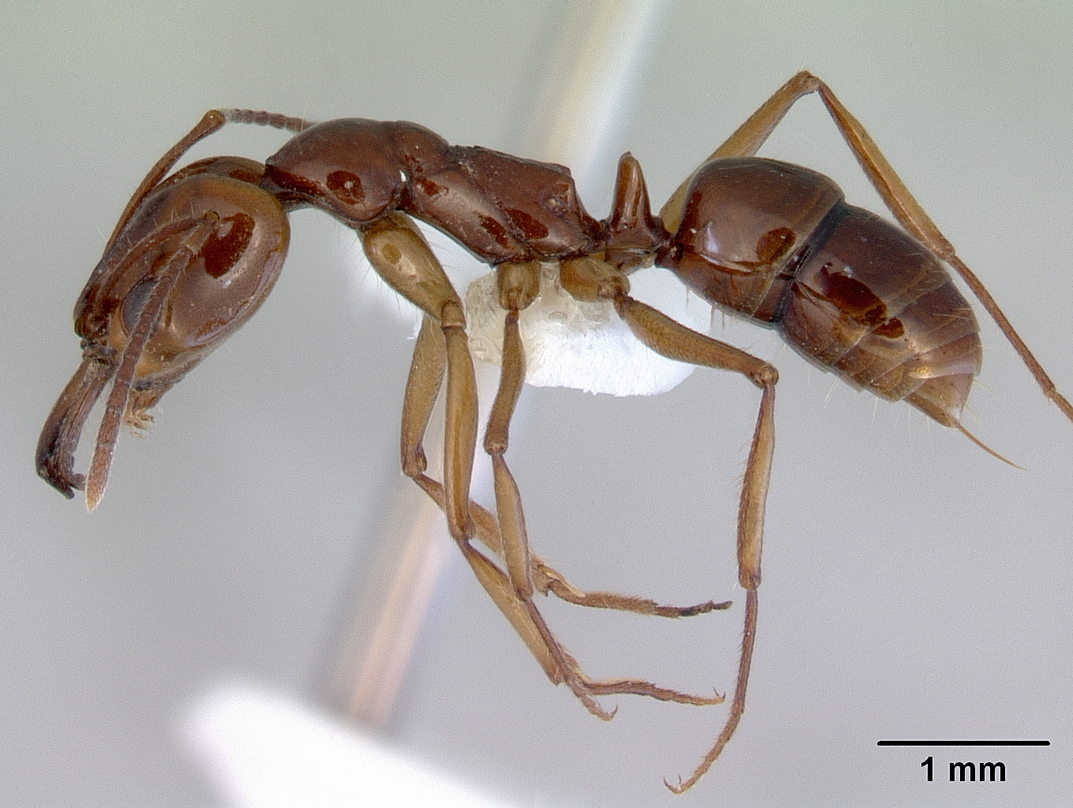